# Parque Natural Municipal Mata da Câmara

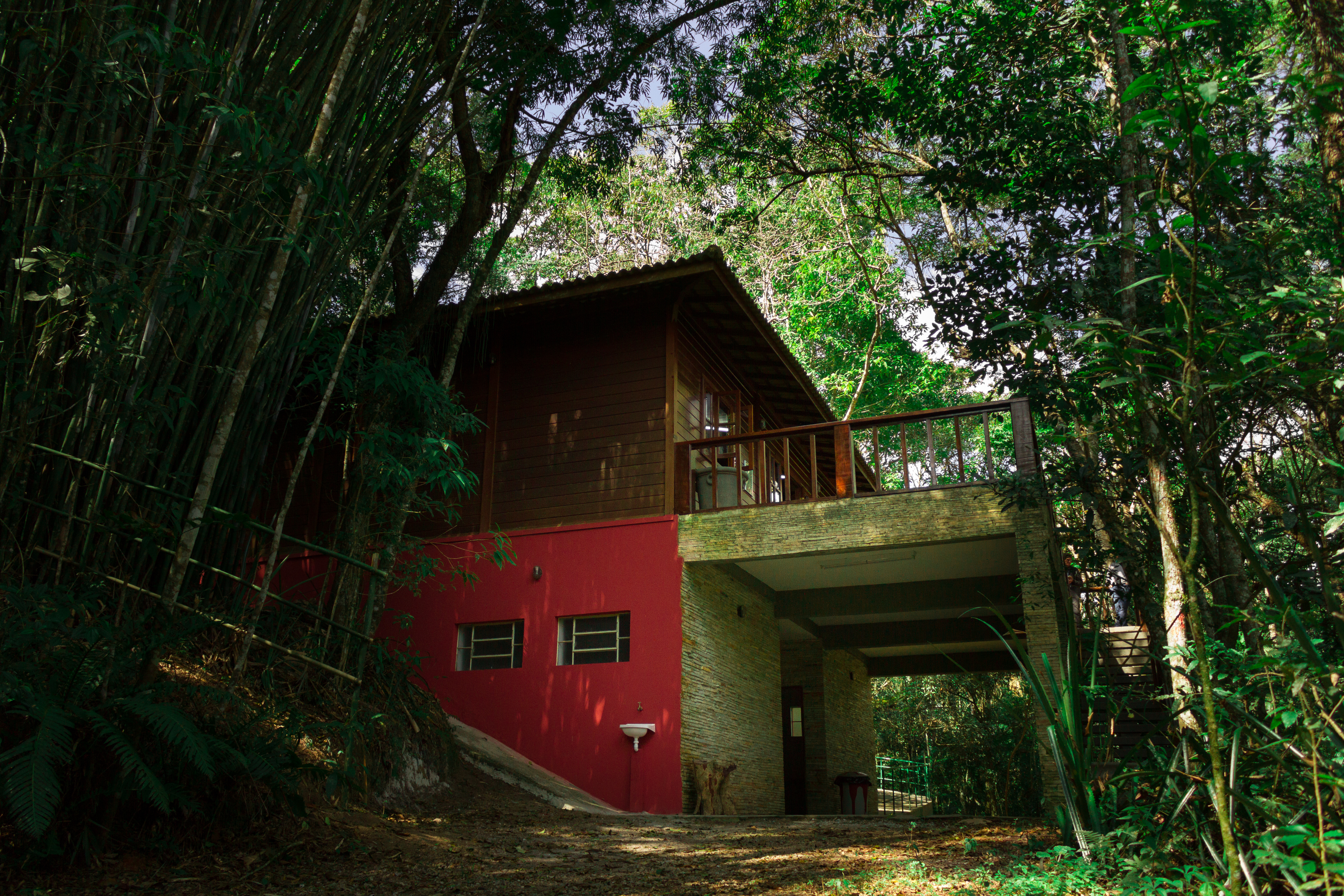
Escola Ambiental da Mata da Câmara

Patrimônio reconhecido pela UNESCO, presente na região de São Roque, a Mata da Câmara, faz parte da reserva da biosfera do cinturão verde da cidade de São Paulo, instituída em 1994 pela UNESCO, este cinturão é composto por áreas consideradas de relevância e de interesse ambiental por abrigarem ecossistemas de grande importância.Com aproximadamente 130 hectares, a Mata da Câmara é remanescente da Mata Atlântica e mata possui trilhas que somam cerca 4.800 metros
Boa parte do cinturão verde está presente ao redor do município de São Roque, abrangendo partes de Vargem Grande Paulista, Itapevi, e Barueri, cidades pertencentes à região metropolitana de São Paulo, gerida pelo Instituto Brasileiro do Meio Ambiente e dos Recursos Naturais Renováveis (IBAMA) que a considera como área de Mata Atlântica virgem.
Abrigando fauna e flora típicas do ecossistema, alberga algumas espécies vegetais de utilização comercial destacada, como peroba, cedro, pau d’alho, amoreira, figueira branca, jatobá, canela e ipê. 
Entre as espécies nativas, encontrava-se também o valioso jacarandá, hoje ali inexistente, vítima da exploração intensa, iniciada ainda no período colonial, quando grande parte da madeira mais nobre foi extraída, fazendo com que hoje o predomínio da área seja da capoeira e poucas mudas de madeiras de Lei, como o Cedro-rosa e o Jequitiba-rosa
No parque houve um levantamento da “avifauna” , apontando grande presença de aves, animais importantes nos ecossistemas, atuando em polinização, dispersão de sementes e como indicadores biológicos. Outra pesquisa foi a presença de “flora exótica”  presentes no mesmo, mostrando um processo de invasão biológica, sendo que um grande número de espécies tem sido introduzido de forma natural ou acidental em ambientes nos quais elas não ocorriam. Ambas pesquisas realizadas pelo Instituto Federal de Educação, Ciência e Tecnologia - Campus São Roque no ano de 2016.
1. ↑  Levantamento da avifauna → http://www.fernandosantiago.com.br/relatorio_ic_ramon.pdf
2. ↑  Espécies Exóticas → http://www.fernandosantiago.com.br/relatorio_ic_bia.pdf